# Шмельков, Николай Иванович
Николай Иванович Шмельков (5 мая 1912, Красная Горбатка, Владимирская губерния — 24 марта 1967, Красная Горбатка, Владимирская область) — советский военный лётчик, участник Гражданской войны в Испании, Советско-финской и Великой Отечественной войн, Герой Советского Союза (1936). Полковник (29.11.1939).

## Детство и молодость
Родился 5 мая 1912 года на станции Селиваново, ныне в составе Селивановского района Владимирской области. Из семьи железнодорожника. В 1914 году вместе с семьёй переехал на станцию Тулун. С 1928 по 1929 год учился в школе ФЗУ в Нижнеудинске. Затем работал учеником токаря на Сестрорецком инструментальном заводе.

## Начало службы в ВВС
В ноябре 1930 года призван на военную службу. Окончил 8-ю школу авиамотористов Балтийско-флотского экипажа Морских сил Балтийского моря в 1931 году. С апреля 1931 года служил авиамотористом 21-й отдельной авиационной эскадрильи ВВС Ленинградского военного округа (Петергоф). В конце 1931 года добровольцем вызвался стать лётчиком, направлен на учёбу и в 1933 году окончил 11-ю военную школу пилотов ВВС РККА имени Пролетариата Донбасса в Луганске. С июля 1933 года — пилот 16-й истребительной авиационной эскадрильи ВВС Украинского военного округа (Кирово, Донецкая область), с июня 1934 — пилот и младший лётчик 109-й истребительной авиационной эскадрильи 81-й авиационной бригады (Киев).

## Война в Испании
В сентябре 1936 года добровольцем отправился воевать на стороне республиканского правительства в Гражданской войне в Испании. Прибыл в Испанию в составе первой группы лётчиков-добровольцев. Участвовал в воздушной обороне Мадрида с октября 1936 по январь 1937 года. В небе Испании совершил 49 боевых вылетов с боевым налётом в 66 часов. Поскольку точный учёт воздушных побед в то время в истребительной авиации в Испании организован не был, то о количестве сбитых Н. И. Шмельковым самолётов самые противоречивые сведения. Так, по одним данным, он сбил лично 5 самолётов противника и 5 в группе, по другим — 4 самолёта противника лично и 2 в группе, по третьим — сбил 5 самолётов лично, а по четвёртым публикациям он сбил даже 13 фашистских самолетов. В январе 1937 года вернулся в СССР досрочно по состоянию здоровья.
Постановлением ЦИК СССР от 31 декабря 1936 года лейтенант Николай Иванович Шмельков за проявленный героизм был удостоен звания Героя Советского Союза с вручением ордена Ленина.

## Довоенное время
С марта по ноябрь 1937 года командовал звеном и авиаотрядом 65-й истребительной авиаэскадрильи ВВС Киевского военного округа (Киев), затем был направлен на учёбу. В 1938 году окончил Липецкие высшие авиационные курсы усовершенствования комсостава ВВС РККА. Сразу из лейтенантов получил воинское звание майор (28.02.1938).
Избирался депутатом Верховного Совета РСФСР 1-го созыва. Член ВКП(б) с 1938 года.
С августа 1938 года служил помощником командира 54-й истребительной авиационной бригады в ВВС Ленинградского военного округа полковника А. С. Благовещенского (штаб бригады — аэродром Горелово под Ленинградом). В советско-финской войны воевал в этой же должности, показал себя инициативным командиром и хорошим организатором. Был награждён орденом Красного Знамени. С апреля 1940 года командовал этой авиационной бригадой. С августа 1940 — заместитель командира 1-й смешанной авиационной дивизии (Ленинградский военный округ), с начала июня 1941 года — исполняющий должность командира 145-го истребительного авиаполка этой дивизии (утверждён в должности 1 июля 1941 года).

## Великая Отечественная война
В начале Великой Отечественной войны командовал 145-м истребительным авиаполком. Полк воевал в составе ВВС 14-й армии (Северный фронт, затем Карельский фронт), базировался в Заполярье, на аэродроме Шонгуй, в 25 километрах южнее Мурманска, выполнял задачи по прикрытию с воздуха Мурманска и Кировской железной дороги. Летал на И-16. Был контужен при бомбёжке в августе 1941 года. Из-за больших потерь в боях с немецкой авиацией действия командира полка были признаны неудовлетворительными, поэтому после излечения в госпитале Н. И. Шмельков был направлен на учёбу.
В 1942 году окончил курсы усовершенствования комсостава при Военной академии командного и штурманского состава ВВС РККА. С мая 1942 года служил заместителем командира 5-й запасной авиационной бригады ВВС Сибирского военного округа (Новосибирск), а в сентябре-октябре временно исполнял должность её командира. С октября 1942 года командовал 297-й истребительной авиадивизией ПВО Забайкальской зоны ПВО (штаб дивизии в Чите). С апреля по июнь 1944 года находился в действующей армии на стажировке, приходил её в 331-й истребительной авиационной дивизии 2-й воздушной армии 1-го Украинского фронта на должности заместителя командира дивизии по лётной части. За большое количество служебных недостатков и низкий уровень боевой подготовки дивизии в июле 1944 года был снят с командования. После пребывания в резерве в сентябре 1944 года назначен с понижением на должность заместителя командира 234-й истребительной авиационной дивизии 6-го истребительного авиакорпуса (16-я воздушная армия, 1-й Белорусский фронт). Принимал участие в Висло-Одерской и Восточно-Померанской наступательных операциях, но шансом в боевой обстановке восстановить свою репутацию не воспользовался. В марте 1945 года отстранён от должности «за систематическое пьянство, нежелание выполнять указания вышестоящих командиров и Военного совета фронта, нежелание работать и летать, а также потерю авторитета в глазах подчинённых», отправлен с фронта в резерв Управления кадров ВВС РККА. За всю войну ни разу не был награждён боевыми наградами и не повышался в воинских званиях.
Никакого нового назначения больше не получал и в августе 1945 года полковник Н. И. Шмельков был уволен в запас.
Достоверных данных о воздушных победах Н. И. Шмелькова в воздушных боях Великой Отечественной войны нет, в публикациях иногда указывается о 5 сбитых им самолётах и даже совершенно фантастические цифры о 18 победах.
После увольнения из армии в 1945 году вернулся во Владимирскую область и жил в родном посёлке. Скончался 24 марта 1967 года. Похоронен в посёлке Красная Горбатка Селивановского района.

## Награды
- Медаль «Золотая Звезда» Героя Советского Союза № 25;
- орден Ленина (31.12.1936);
- орден Красного Знамени (21.03.1940);
- Медаль «За боевые заслуги» (3.11.1944, за выслугу лет)
- Медаль «За оборону Советского Заполярья»;
- Медаль «За взятие Берлина»;
- Медаль «За победу над Германией в Великой Отечественной войне 1941—1945 гг.»;
- юбилейные медали.

## Память
- В посёлке Красная Горбатка его именем названа улица, установлена мемориальная доска, а на Площади Памяти в посёлке в честь Н. И. Шмелькова установлен самолёт СУ-9.
- В городе Тулун именем Н. И. Шмелькова названа одна из улиц.